# Comuna Dalnic, Covasna

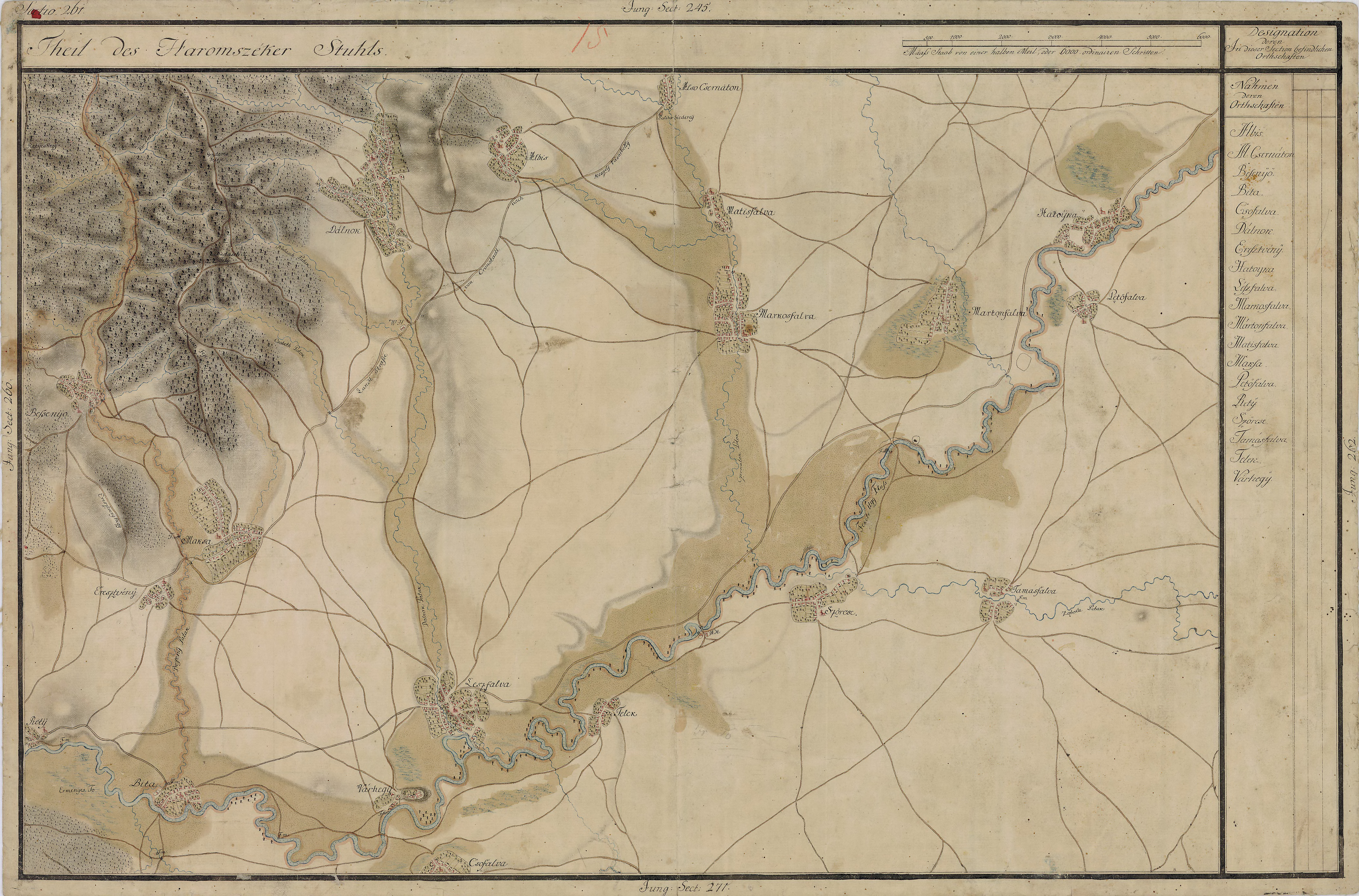
Dalnic în Harta Iosefină a Transilvaniei, 1769-1773

Dalnic (maghiară Dálnok) este o comună în județul Covasna, Transilvania, România, formată numai din satul de reședință cu același nume.

## Demografie
Componența etnică a comunei Dalnic
     Maghiari (98,1%)
     Alte etnii (1,9%)
Componența confesională a comunei Dalnic
     Reformați (89,84%)
     Romano-catolici (7,7%)
     Alte religii (0,78%)
     Necunoscută (1,67%)
Conform recensământului efectuat în 2021, populația comunei Dalnic se ridică la 896 de locuitori, în scădere față de recensământul anterior din 2011, când fuseseră înregistrați 956 de locuitori. Majoritatea locuitorilor sunt maghiari (98,1%). Din punct de vedere confesional, majoritatea locuitorilor sunt reformați (89,84%), cu o minoritate de romano-catolici (7,7%), iar pentru 1,67% nu se cunoaște apartenența confesională.

## Politică și administrație
Comuna Dalnic este administrată de un primar și un consiliu local compus din 9 consilieri. Primarul, István Marti[*], de la Uniunea Democrată Maghiară din România, este în funcție din octombrie 2020. Începând cu alegerile locale din 2024, consiliul local are următoarea componență pe partide politice:
|  | Partid                                 | Consilieri | Componența Consiliului | Componența Consiliului | Componența Consiliului | Componența Consiliului | Componența Consiliului | Componența Consiliului |
|  | -------------------------------------- | ---------- | ---------------------- | ---------------------- | ---------------------- | ---------------------- | ---------------------- | ---------------------- |
|  | Uniunea Democrată Maghiară din România | 6          |                        |                        |                        |                        |                        |                        |
|  | Alianța Maghiară din Transilvania      | 3          |                        |                        |                        |                        |                        |                        |